# NTMT1
NTMT1 (англ. N-terminal Xaa-Pro-Lys N-methyltransferase 1) – білок, який кодується однойменним геном, розташованим у людей на 9-й хромосомі. Довжина поліпептидного ланцюга білка становить 223 амінокислот, а молекулярна маса — 25 387.
| 10         |  | 20         |  | 30         |  | 40         |  | 50         |
| ---------- |  | ---------- |  | ---------- |  | ---------- |  | ---------- |
| MTSEVIEDEK |  | QFYSKAKTYW |  | KQIPPTVDGM |  | LGGYGHISSI |  | DINSSRKFLQ |
| RFLREGPNKT |  | GTSCALDCGA |  | GIGRITKRLL |  | LPLFREVDMV |  | DITEDFLVQA |
| KTYLGEEGKR |  | VRNYFCCGLQ |  | DFTPEPDSYD |  | VIWIQWVIGH |  | LTDQHLAEFL |
| RRCKGSLRPN |  | GIIVIKDNMA |  | QEGVILDDVD |  | SSVCRDLDVV |  | RRIICSAGLS |
| LLAEERQENL |  | PDEIYHVYSF |  | ALR        |  |            |  |            |

A: Аланін

C: Цистеїн

D: Аспарагінова кислота

E: Глутамінова кислота

F: Фенілаланін

G: Гліцин

H: Гістидин

I: Ізолейцин

K: Лізин

L: Лейцин

M: Метіонін

N: Аспарагін

P: Пролін

Q: Глутамін

R: Аргінін

S: Серин

T: Треонін

V: Валін

W: Триптофан

Кодований геном білок за функціями належить до трансфераз, метилтрансфераз. 
Задіяний у таких біологічних процесах, як ацетилювання, альтернативний сплайсинг. 
Білок має сайт для зв'язування з S-аденозил-L-метіоніном. 
Локалізований у ядрі.